# Mentsétek meg Romániát Szövetség
A Mentsétek Meg Romániát Szövetség (románul Uniunea Salvați România, USR) romániai párt.

## Története

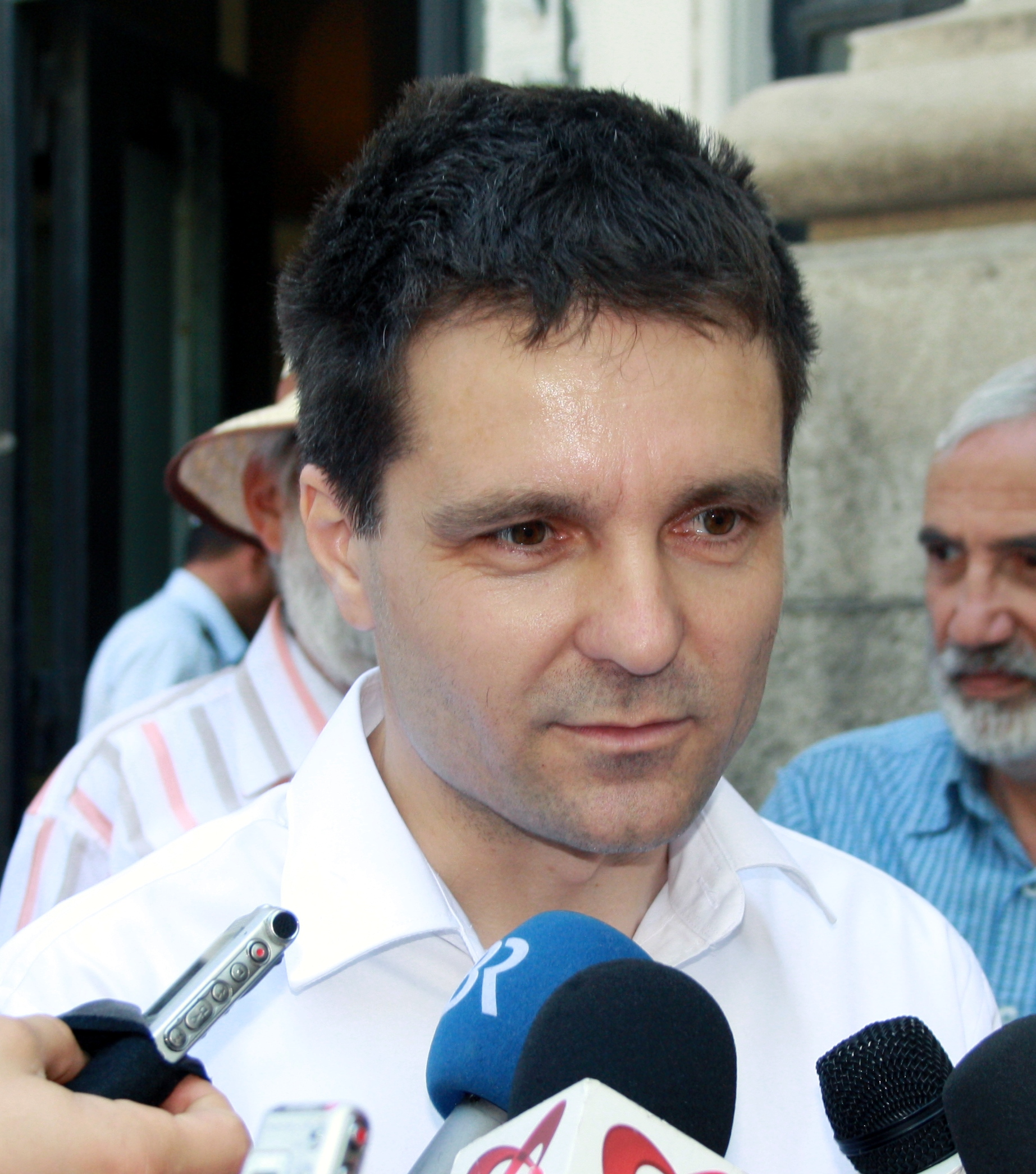
Nicușor Dan 2012-ben

Nicușor Dan 2006-ban hozta létre a Bukarestben működő Mentsétek meg Bukarestet Szövetség  (Uniunea Salvați Bucureștiul, USB) nevű város- és műemlékvédő egyesületet. Az egyesület a városháza és a törvényeket is semmibe vevő bukaresti kerületek ellen indított perek sokaságával vált ismertté, amelyek révén megmentett több tucat lebontásra ítélt műemlék épületet. Dan 2012-ben és 2016-ban is polgármesterjelöltként indult a helyi választáson. Az USB a 2012-es helyi választáson 10%-ot, 2016 júniusában pedig meglepetésre 25%-ot szerzett a román fővárosban, amivel a városi tanácsban a második legnagyobb frakciót alakíthatta.
Dan és társai 2015. július 1-jén létrehozták az USR-t. Dan a Facebookon jelentette be a pártalapítást. A párt az USB és a 2013-ban Verespatak megmentéséért zajlott országos tüntetések sikerére épült. Első megmérettetésük a 2016-os romániai parlamenti választás volt.
Dan 2017-ben lemondott a pártvezetésről, mert ellenezte az azonos neműek házasságát lehetővé tevő alkotmánymódosítást. A kérdés a pártot is megosztotta. Utódja ügyvivőként a magyar Elek Levente lett, de nem indult a tisztújításon. Még 2017-ben Dan Barna korábbi szóvivő lett a pártelnök.
2019-ben közös listát állítottak az európai parlamenti választásra a Dacian Cioloș volt miniszterelnök vezette Szabadság, Egység és Szolidaritás Pártja (Partidul Libertății, Unității és Solidarității, PLUS) nevű liberális párttal.  Az EP-választáson a lehetséges 32-ből 8 mandátumot szereztek. Dacian Cioloș a liberális Újítsuk meg Európát frakció vezetője lett az Európai Parlamentben.
2020. augusztus 15-én megkezdődött és 2021. április 16-án befejeződött a két párt egyesülése, az új párt először USR-PLUS Szövetség 2020 (Alianța 2020 USR PLUS), majd USR-PLUS néven működött tovább. A 2021. október eleji kongresszuson Dacian Cioloșt választották pártelnöknek, a párt pedig visszavette korábbi nevét: USR. 2022. február 7-én Dacian Cioloș lemondott, a pártot ideiglenesen Cătălin Drulă vezette tovább egészen a 2022. júliusi kongresszusig, amikor is őt választották meg pártelnöknek.

### Elnökei
| A Mentsétek meg Romániát Szövetség elnökei | A Mentsétek meg Romániát Szövetség elnökei | A Mentsétek meg Romániát Szövetség elnökei | A Mentsétek meg Romániát Szövetség elnökei | A Mentsétek meg Romániát Szövetség elnökei |
| #                                          | Kép                                        | Név                                        | Hivatal kezdete                            | Hivatal vége                               |
| ------------------------------------------ | ------------------------------------------ | ------------------------------------------ | ------------------------------------------ | ------------------------------------------ |
| 1                                          |                                            | Nicușor Dan                                | 2016. július 28.                           | 2017. június 1.                            |
| –                                          |                                            | Elek Levente (ügyvezető elnök)             | 2017. június 1.                            | 2017. október 28.                          |
| 2                                          |                                            | Dan Barna                                  | 2017. október 28.                          | 2021. október 1.                           |
| 3                                          |                                            | Dacian Cioloș                              | 2021. október 1.                           | 2022. február 7.                           |
| –                                          |                                            | Cătălin Drulă (ügyvezető elnök)            | 2022. február 7.                           | 2022. július 10.                           |
| 4                                          |                                            | Cătălin Drulă                              | 2022. július 10.                           | 2024. június 10.                           |
| –                                          |                                            | Dominic Fritz (ügyvezető elnök)            | 2024. június 10.                           | 2024. június 26.                           |
| 5                                          |                                            | Elena Lasconi                              | 2024. június 26.                           | 2025. május 5.                             |
| –                                          |                                            | Dominic Fritz (ügyvezető elnök)            | 2025. május 5.                             | 2025. június 13.                           |
| 6                                          |                                            | Dominic Fritz                              | 2025. június 13.                           | hivatalban                                 |

## Politikai programja
A 2016. október 5-én bemutatott, kilenc pontot tartalmazó programjuk teljes transzparenciát (a közbeszerzés reformját), modern ipart, a mezőgazdasági kisvállalkozók támogatását, a tanügyi rendszer reformját, a kulturális élet új szabályozását, az egészségügy jobb finanszírozását, a szállítási infrastruktúra javítását, új környezetvédelmi terveket, valamint az Európai Unióval, a NATO-val, a Moldovai Köztársasággal, Ukrajnával való kapcsolatok erősítését és a schengeni övezetbe való belépést ígér.

## Választási eredmények
- A 2016-os romániai parlamenti választáson a párt 629 375 szavazatot kapott a szenátusi választáson, ez 13 szenátort eredményezett, valamint 625 154 szavazattal 30 képviselőt küldhetett a román képviselőházba.

## Külső hivatkozások
- A párt honlapja (románul)
- Az USB honlapja (románul)
- Ő lenne Románia mentőangyala? – Főtér.ro, 2016. június 9.
- Mentsétek meg Romániát: demagógia és ideológia – Főtér.ro, 2016. augusztus 8.
- A Nicuşor Dan-jelenség. Mennyi esélye van bekerülni a Parlamentbe. „Ha nem lépi át a bejutási küszöböt, akkor Nicuşor háttérbe szorul” – Adevărul – Eurocom.wordpress.com, 2016. június 9.